# Саид Абдулла Бухари
Саи́д Абдулла́ Бухари́ — известный в исламском мире хатта́т (каллиграф) по персидской и арабской каллиграфии.
Родился в конце XVI века Бухаре — в столице Бухарского ханства. Учился в бухарском медресе, затем уехал в Исфахан и обучался там у видного исфаханского хаттата — Мир Имада Хусейни. Стал известным хаттатом и побывал во многих городах мусульманского мира, включая Стамбул, Каир, Багдад, Мешхед, Шираз , Самарканд, Герат и другие. Считается основателем и популяризатором письменности насталик в Стамбуле, где до этого использовались преимущественно другие стили арабо-персидской письменности. По приказу султана Мехмеда IV написал для его библиотеки копию персидской поэмы Шахнамэ. Во вторую половину своей жизни уехал в Хиджаз, на паломничество Хадж в Мекку и Медину. После осуществления паломничества остался насовсем в Хиджазе, умер там же в 1647 году.